# تشيويفار
بلدية تشيويفار (بالإسبانية: Chilluévar) هي بلدية تقع في مقاطعة خاين التابعة لمنطقة أندلوسيا جنوب إسبانيا.

## الديموغرافيا
بلغ عدد سكان بلدية تشيويفار 1.589 نسمة عام 2011 (وفقاً للمعهد الوطني للإحصاء الإسباني).
| 1.811 | 1.781 | 1.762 | 1.676 | 1.615 | 1.594 | 1.589 |